# 谢大光
谢大光，当代散文作家。1943年出生，山西临猗人，1962年开始创作。著有散文集《落花》，报告文学《天鹅之歌》。《小说家》编辑部副主任、主编，《中外散文选萃》主编，副编审。中国散文学会常务理事，中国作家协会天津分会理事。 
他的《鼎湖山听泉》被选入多地语文教材。